# بين النجوم (فلم)
بينجمي أو بين النجوم (بالإنجليزية: Interstellar) هو فيلم خيال علمي من إخراج كريستوفر نولان وبطولة ماثيو ماكونهي ومات ديمون وآن هاثاواي وجيسيكا شاستاين وإلين بورستين ومايكل كين. الفيلم يركز على فريق من رواد فضاء يسافرون عبر ثقب دودي في محاولة للبحث عن كوكب آخر صالح للحياة غير الأرض التي أصبحت تحتضر. الفيلم من كتابة جوناثان نولان وكريستوفر نولان، حيث قام الأخير بدمج فكرته مع سيناريو موجود كتبه أخوه جوناثان في 2007 لصالح باراماونت بيكتشرز والمنتجة ليندا إوبست. الفيلم من إنتاج كريستوفر نولان وإيما توماس وليندا إوبست. عالم الفيزياء النظرية كيب ثورن، الذي ألهمت أعماله الفيلم، خدم كمنتج منفذ وقام بدور المستشار العلمي للفيلم.
وارنر برذرز وباراماونت بيكتشرز وليجنداري بيكتشرز قاموا بتمويل الفيلم، بينما قامت شركتي أفلام سينكوبي وليندا برودكشن بإنتاج الفيلم. قام كريستوفر نولان بتعين المصور السينمائي هويت فان هويتما بدلاً من زميله والي فيستر، الذي كان مشغوله بأول أعماله الإخراجية تسامي. صور الفيلم في الربع الأخير من 2013 في مواقع في مقاطعة ألبرتا، كندا وفي جنوب أيسلندا ولوس أنجلوس. تضمن الفيلم الاستخدام الواسع للمؤثرات العملية والمصغرة، بينما قامت شركة «دوبل ناجتيف» (Double Negative) البريطانية بصنع المؤثرات الرقمية الإضافية.
حظي الفيلم بعرضه الأول ب 26 أكتوبر 2014 في لوس أنجلوس. وصدر تجارياً في 6 نوفمبر 2014 بالشرق الأوسط، وفي 7 نوفمبر بالولايات المتحدة. حقق الفيلم نجاحاً تجاري بشباك التذكار باكثر من 681 مليون دولار عالميا خلال مسيرته المسرحية ليصبج اعلى فيلم خيال علمي تحقيقا للايرادات والفيلم العاشر الأعلى تحقيقا لعام 2014 ، تلقى مراجعات إيجابية من النقاد، الذين اعطوا اهتمام خاص للدقة العلمية للفيلم والموسيقى التصويرية والمؤثرات البصرية وأداء كل من ماثيو ماكونهي وآن هاثاواي ومكانزي فوي. ربح الفيلم جائزة أوسكار لأفضل مؤثرات بصرية في حفل توزيع جوائز الأوسكار السابع والثمانون، فضلاً عن العديد من الجوائز الأخرى والترشيحات وبشكل خاص عن المؤثرات البصرية والتصوير السينمائي والموسيقى التصويرية.

## القصة

مخطط زمني لأحداث الفيلم

في المستقبل، يتسبب لفح المحاصيل الزراعية في جعل كوكب الأرض يحتضر. رائد الفضاء السابق لناسا كوبر (ماثيو ماكونهي) يدير مزرعة مع عائلته. ابنته ميرفي (مكانزي فوي) ذات العشر سنوات، تعتقد أن غرفتها فيها شبح يحاول التواصل معها. يكتشف ميرفي وكوبر أن «الشبح» هو كائن مجهول يرسل رسائل مشفرة باستخدام موجة جاذبية، تاركاً ورائه أحداثيات ثنائية في الغبار تقودهما إلى موقع سري لناسا يديره البروفيسور جون براند (مايكل كين). يكشف براند أن ثقب دودي قد تشكل من قبل كائن فضائي، يؤدي إلى كواكب جديدة قد تقدم الأمل في البقاء على قيد الحياة لسكان الأرض. مشروع «مهمات لازاروس» التابع لناسا قد حدد ثلاثة عوالم يحتمل أن تكون صالحة للسكن تدور حول الثقب الأسود جارجانتوا. الكواكب الثلاثية هي: ميلر وادموندز ومان، سميت على اسم رواد الفضاء الذي ذهبوا لاكتشافهم. يقوم براند بتجنيد كوبر لقيادة المركبة الفضائية إندورانس لاسترداد بيانات رواد الفضاء، إذا واحد من تلك الكواكب صالحة للعيش، ستتبعهم البشرية بواسطة محطات فضائية. رحيل كوبر يدمر ميرفي عاطفياً، حيث يغادر كوبر وابنته حزينة جداً.
على متن إندورانس ينضم كوبر إلى ابنة براند، أميليا (آن هاثاواي) المختصصة في التقنية الحيوية، والعالمين روملي (ديفيد غياسي) ودويل (ويس بنتلي)؛ والروبوتين تارس وكيس. يدخلون الثقب الدودي ويتجهون نحو ميلير، لكنهم يكتشفون أن هذا الكوكب قريب جداً من الثقب الأسود جارجانتوا فيه تمدد وقتي شديد بسبب الجاذبية: كل ساعة على سطح الكوكب تعادل 7 سنوات على الأرض. ينزل فريق مكون من كوبر وإميليا ودويل إلى الكوكب، ثم يتضح انه غير صالح للحياة حيث أنه عبارة عن محيط واسع فيه موجات مد هائلة. بينما تحاول إميليا استعادة بيانات ميلير، تضرب موجة دويل وتقتله وتؤخر انطلاق المركبة. عندما يعود كوبر وإميليا إلى إندورانس، 23 سنة قد مضت.
على الأرض، ميرفي البالغة (جيسيكا شاستاين) هي الآن عالمة لدى ناسا تساعد براند بمعادلة رياضية ستمكن ناسا من إطلاق المحطات الفضائية بواسطة الجاذبية. بينما يلفض براند أنفاسه الأخيرة، يعترف أنه حل المعادلة مسبقاً وأن حدد أن مشروع الإطلاق مستحيل. هو أخفى اكتشافاته لإبقاء الأمل حياً ووضع إيمانه ب«الخطة ب»: باستخدام الأجنة المجمدة على متن إندورانس لبدء إنسانية من جديد. تسنتج ميرفي أن المعادلة قد تنجح إذا حصلت على معلومات إضافية من تفرد في ثقب أسود.
نظراً لقلة الوقود فيها، أصبحت إندورانس غير قادرة سوى على زيارة كوكب واحد قبل الرجوع إلى الأرض. بعد التصويت، يختار الفريق كوكب العالم مان، حيث لا يزال الأخير يرسل إشارة. عندما يهبط الفريق عليه يتضح أن الكوكب متجمد وغير صالح للحياة؛ مان (مات ديمون) كان يعلم دائماً أن «الخطة ب» هي الهدف الحقيقي للمهمة، وقد زيف البيانات بشأن صلاحية كوكبه حتى تقوم إندورانس بإنقاذه. يكسر مان خوذة كوبر ويتركه ليختنق ثم يهرب إلى إندورانس على متن مكوك؛ يقتل روملي بواسطة قنبلة وضعها مان ليحمي سره. تنقذ إميليا كوبر باستخدام مكوك الحمولة، ويصلان إلى إندورانس ليشاهدان مان وهو يحاول ان يرسوا بالمكوك على متن إندورانس بشكل غير صحيح. ينفجر قفل معادلة الضغط، قاتلاً مان ومسبب ضرر كبير، لكن كوبر يستخدم مكوك الحمولة ليلتحم مع إندورانس ويسيطر عليها.
نظراً لنفاذ الوقود تقريباً، يخطط كوبر وإميليا لقذف إندورانس حول الثقب الأسود على مسار نحو كوكب العالم ادموندز بينما تمر 51 سنة على الأرض. يفصل كوبر مكوكه الذي يحتوي على الروبوت تارس إلى داخل الثقب الأسود، مضحيً بنفسه لجمع البيانات عن التفرد ودفع أميليا من خلال تقليل كتلة إندورانس. يظهر كوبر وتارس في بُعد إضافي "تسراكت"، حيث يظهر الوقت باعتباره بعد مكاني وتظهر بوابات فيها لمحات من طفولة ميرفي في غرفة نومها في أوقات مختلفة. يدرك كوبر أن صانعوا الثقب الدودي هم بشر من المستقبل تجاوز الزمان والمكان، وشيدوا هذا البعد حتى يتمكن من التواصل مع ميرفي على هيئة «شبح» وينقذ البشرية. باستخدام موجات الجاذبية. يشفر كوبر بيانات تارس على التفرد إلى داخل ساعة ميرفي البالغة، مما يمكنها من حل معادلة براند وإخلاء الأرض. يستيقظ كوبر على متن محطة ناسا الفضائية ويلتقي هناك بميرفي العجوزة الآن (إلين بورستين)، التي قادت الهجرة البشرية إلى خارج الأرض. تقوم ميرفي باقناع كوبر بالبحث عن إميليا، التي تنفذ الخطة ب على صحراء كوكب ادموندز.

## بطولة
طاقم رواد الفضاء
- ماثيو ماكونهي بدور كوبر.
- آن هاثاواي بدور إميليا براند.
- ديفيد غياسي بدور روميلي.
- ويس بنتلي بدور دويل.
- بيل إيروين بدور تراس (صوت).
- جوش ستيوارت بدور كايس (صوت).

على الأرض
- جيسيكا شاستاين بدور ميرفي كوبر.
  - مكانزي فوي بدور ميرفي الصغيرة.
  - إلين بورستين بدور ميرفي العجوز.
- مايكل كين بدور البروفيسور جون براند.
- كايسي أفليك بدور توم كوبر.
  - تيموثي تشالامي بدور توم الصغير.
- جون ليثغو بدور دونالد.
- ليا كيرنز بدور لويس كوبر.
- توفر غريس بدور جيتي.
- ديفيد أويلو بدور مدير المدرسة.
- إلياس غابل بدور المدير.
- وليام ديفين بدور وليامز.
- كوليت وولف بدور السيدة هانلي.

في الفضاء
- مات ديمون بدور الدكتور مان.

## الإنتاج

### طاقَم عَمل خلفَ الأضواء
- كريستوفر نولان: مُخرِج، مُنتِج، كاتِب.
- جوناثان نولان: كاتِب.
- إيما توماس: منتِجة.
- ليندا أوبست: مُنتِجة.
- هويت فان هيوتميا: التصوير السينيمائي.
- ناثان كراولي: مُصمم الإنتاج.
- ماري زوفرس: مُصمّمة الأزياء.
- لي سميث: مُحرر.
- هانز زيمر: المُؤلَف الموسيقي.
- باول فرانكلين: مُشرف التأثيرات البصريّة.
- كيب ثورن: مُستشار، مُنتِج تنفيذي.

### التطوير والدعم
فرضيّة الفيلم تعاوَن عليها كُلّ من المُنتِجة ليندا أوبست وعالِم الفيزياء النظريّة كيب ثورن، وقد عَمِلا معاً مُسبقاً في فيلم اتصالعام 1997وعَرفا بعضَهُما مُذ كانا مع العالِم كارل ساغان. وقد وَصفوا عَملهما بأنّ «أغرب الأشياء في الكون صارت في مثتناوَل البَشر.» ويُذكر أنّ الفِكرة جَذبت المُخرج ستيفن سبيلبرغ للعَمَلِ عليها. بدأ تطوير الفيلم في يونيو 2006 حينَما أعلَن سبيلبرغ وباراماونت بيكتشرز عن تطويرِ فيلم خيالٍ علميّ مبنيّ على ثمانِ أوارقٍ بحثيّة كتبّها كُلّ من أوبست وثورن. وقد علّقت أوبست على هذا قائلةً أنّ الإنتاجَ سيستَغرقُ عدّة سنواتٍ قادمة. وبحلولِ مارس 2007 تمّ الاتّفاق مع جوناثان نولان لكتابِة سيناريو الفيلم.
ستيفن سبيلبرغ الذي كانَ من المُفتَرض به إخراج الفيلم انتَقَل هو وشَركتُه دريم ووركس إلى شركة والت ديزني، فاحتاجَت باراماونت بيكتشرز مُخرِجاً جديداً، فاقتَرَح عليهم جوناثان أخيه كريستوفر الذي انضمّ للمشروع في 2012. وقد التَقى كريستوفر بـِ كيب ثورن واقتَرح عليه استخدام الزمكان في القصّة. ودَخَل في مُفاوضاتٍ ليكونَ مُدير الفيلم في يناير 2013 وقال أنّ هدفّه من الفيلم تشجيعَ البَشر على الذهابِ في رحلاتٍ للفضاء. وفي مارِس من العامِ نَفسِه تم التأكيدُ على كونِه المُدير التنفيذي فبالتالي سيتم إنتاج الفيلم تحت شَركة أفلام سينكوبي وليندا أوبست للإنتاج. كما قامَ بزيارةٍ لوكالة ناسا لإجراء أبحاثِه الخاصّة بالفيلم وكذلك برنامجٌ ودورةٌ عن الفضاء لدى مؤسّسة سبيس إكس.
على الرُغمِ أنّ باراماونت بيكتشرز ووارنر برذرز شَركتين مُتنافِستين بيدَ أنّ الأخيرة اتَفقت مع كريستوفر لإعطاءِ باراماونت بيكتشرز حقّها في الفيلم وتمويله. وفي أغسطس 2013 انضمّت ليجنداري بيكتشرز لتمويل ما يُقارِب 25% من الفيلم، وتَذكُر التقارير أنّها تخلّت عن دعم وتمويل الفيلم القادِم باتمان ضد سوبرمان : فجر العدالة مُقابِل أن يكونَ لها حصّة في بينجمي.

### السيناريو
اتّفَق ستيفن سبيلبرغ مَع جوناثان نولان لِكتابَة سيناريو الفيلم وعَمِل على ذلك مُدّة أربَعِ سنوات. وليتعلَم المزيدَ عن الأمر دَرَسَ النظريّة النسبيّة في معهد كاليفورنيا التقني خلالَ كِتابَة السيناريو. واستَلهَم أحداثَ الفيلم وموضوعَه من عِدّة أعمالٍ سابقَة كـ وول-ي' وأفاتار. وقد كَتَب شقيقُ جوناثان المُخرِج كريستوفرنُسخَتَه الخاصّة بالفيلم ولكن في النهاية قرّر أن يستَعرِض مجموعَة الأفكارِ الكثيرة المطروحة من قِبَل جوناثان وكيب ثورن والاختيار من بينِها ودَمجِها بعضاً ببعض للوصولِ إلى النُسخَة النهائيّة. استَلهَم جوناثان الأحداث الأولى في الفيلم على الأرض من الثلاثينيات القذرةالتي حَدَثت في الولايات المتحدة أثناء الكساد الكبير. يُذكَرُ أنّ كريستوفر شاهَد فيلماً وثائقيّاً عن الثلاثينيات القذرة في 2012 فتواصَل مع مُخرِج الفيلم كين بيرنز والمُنتِج دايتون دنكان طالِباً مِنهُم الإذن لاستخدامِ بعض مَقاطِع المُقابلات مع الناجين التي أُجريت في الفيلم لاستخدامها في بينجمي.

### اختيار المُمثّلين
صرّح المُخرِج كريستوفر نولان عن كونِه مُهتمّاً بالعَمل مع ماثيو ماكونهي بعدَ أن رآى أداءه في فيلم Mud. وحينَ كانَ ماكونهي في نيو أورلينز-لويزيانا أثناء تصوير مُسلسل محقق فذدَعاهُ كريستوفر إلى منزِله؛ كما دعا آن هاثاواي لمنزله كذلك لقراءة السيناريو. ووصفَه كريستوفر بكونِه يستطيعُ تأديه شخصيّة كُل الناس. ثُمّ في أبريل 2013 أعلَنت باراماونتأن كِلا المُمثّلين سيُمثّلا في الفيلم. وقد تسلّمت جيسيكا شاستاين السيناريو في أيرلندا الشماليّة أثناء تصويرها فيلم ميس جولي. ثُمّ انضمّ مات ديمون إلى الطاقَم في أغسطس 2013.

### التصوير
مُصوّر أفلامِ نولان السابِقة والي فيستر كانَ من المُتوقّع أن يعمل في الفيلم، بيدَ أنّه كانَ مشغولاً في تجربته الإخراجيّة الأولى تسامي لذلك تعاقدوا مع هويت فان هيوتميا للعَمل في الفيلم. وقد تم تصويرُ الفيلم بصيغة آيماكس وبتعريضين مُختَلفين للكاميرا. وعُرِفَ عن نولان عدم إدلائه بأي تفاصيلٍ في الإنتاج بأفلامِه السابقة، وهذا ما فَعلَه بهذا الفيلم أيضاً وقد علّقت صحيفة وول ستريت جورنال بقولِها: «قامَ المُخرِج الشهير بإحاطة الفيلم بهالةٍ صلبةٍ من السريّة تماماً كما فَعل في ثُلاثيّة فارِس الظلام.» الجديرُ بالذِكر أنّه كنوعٍ من السريّة قامَ بتصويرِ الفيلم تحت رسالة فلورا، وفلورا هيَ ابنة كريستوفر وإيما توماس.
بدأ التصوير الرئيسي في 2 أغسطس 2013 في مُقاطعة ألبرتا في كندا. وصُوِّر في عِدّة بلداتٍ في المُقاطعة كـ نانتون ولونغفيووليثبريدجوأوكوتوكس. وقد زَرع مُصمم الإنتاج ناثان كراولي نباتات الذُرة على أرضٍ مَساحتُها حوالَي 500 هِكتار التي سَتُدمّر في مَشهد العاصفة الرملية. وقد جَعلوها مُشابهةً لتلك العواصِف التي حَدَثت في الولايات المُتحدة في ثلاثينيّات القرن الماضي. كما صُوّرِت مشاهدُ إضافيّة للعواصِف الرمليّة في بلدة فورت ماكلويد حيثُ تم إنشاءُ سُحُبِ غُبارٍ عملاقة باستخدام مراوح ضخمة لتوليدِ الغُبار. واستَمرّ التصوير في ألبرتا حتّى 9 سبتمبر 2013 وشارك فيه المئاتُ من الأشخاص المحلّيين.

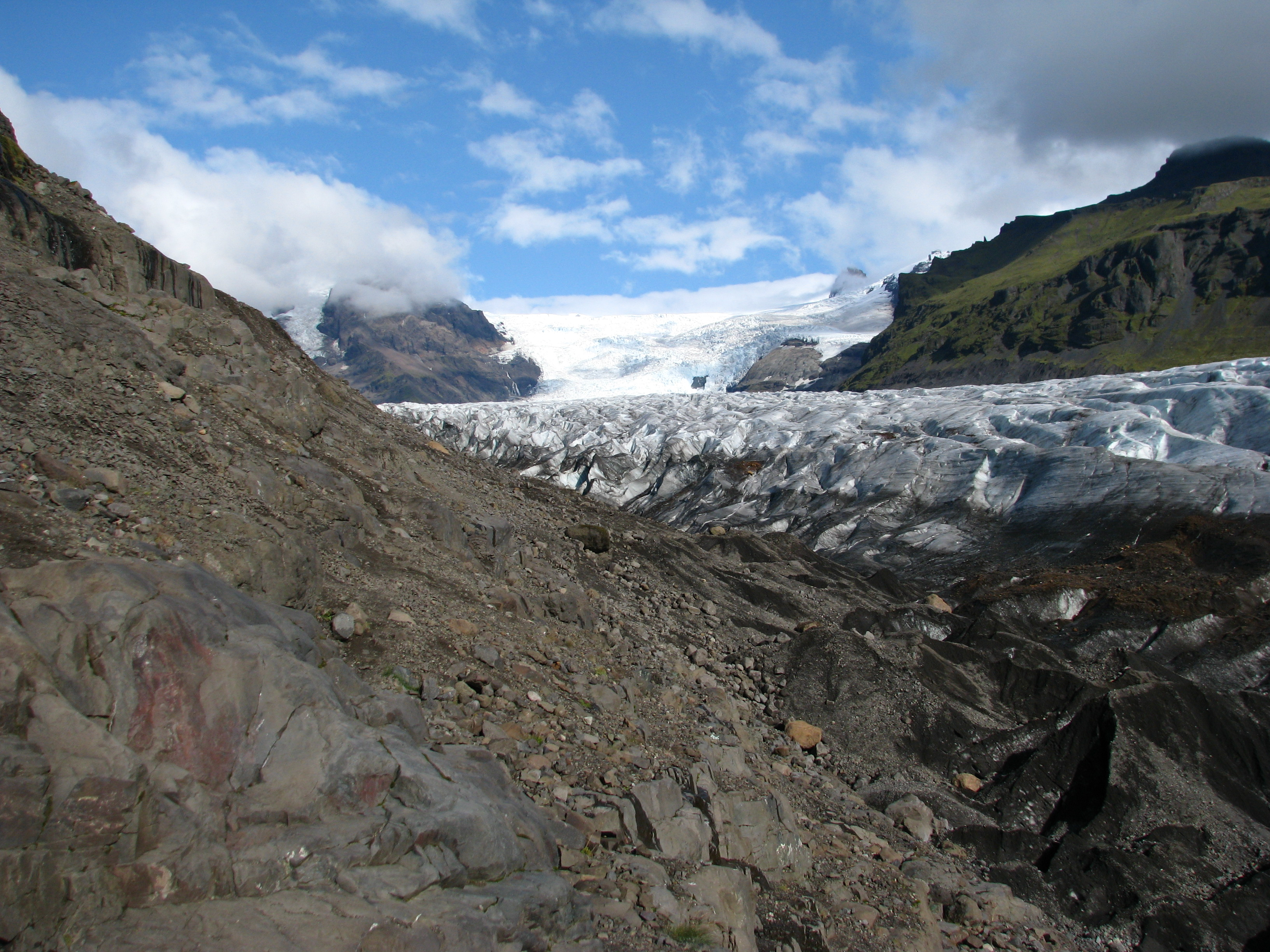
الجَبل الجليدي Svínafellsjökull في آيسلندا التي صُوّرِت فيه مَشاهِد لتكون بمثابَة كوكب مان في الفيلم.

صُّوِرت كذلك مشاهد في آيسلندا وهيَ ذاتُ المكان الذي صَوّر فيه فيلم بداية باتمان، وقد نَقل طاقَم العَمل سُفُنَ فضاءٍ وهميّة يُقارِب وزنها 4500 كيلوغرام إليها. وانتقلوا إلى آيسلندا لتكونَ بمثابَةِ الكوكَبين الَذين ظَهرا في الفيلم، أحدُها هو الكوكب المائي والآخر الكوكب الجليديّ، وشَمِلت المواقع الجبَل الجليديّ Svínafellsjökull وبلدَة كلاوستور. واستمرّ التصوير فيها مُدّة أسبوعَين. بعدها انتقل الطاقَم إلى لوس أنجلوس لإكمال التصوير النهائي خلال 54 يوم.
أخيراً انتهى التصوير في ديسمبر 2013 وبدأت مرحلة التحرير للإصدار النهائي في 2014. وبلغت تَكلفة الفيلم الإجمالية 165 مليون دولار، وهيَ أقل بـِ عَشرة ملايين عن الميزانيّة المُخصّصة للفيلم.

## روابط خارجية
- مقالات تستعمل روابط فنية بلا صلة مع ويكي بيانات

لا توجد روابط لمواقع التواصل الاجتماعي.